# Latino Orsini
Latino Orsini   (Roma, 1411 - Roma, 11 d'agost de 1477) fou un cardenal italià, de la família Orsini. Era fill de Carlo Orsini, progenitor de la branca Bracciano i de Paola Gironima. Era nebot del també cardenal Giordano Orsini.

## Biografia
Es va graduar en utroque jure. El 1438 esdevingué arquebisbe de Conza i un any més tard arquebisbe de Trani. El papa Nicolau V el va elevar a cardenal prevere el 4 de desembre de 1448, assignant-li el títol de Sant Joan i Sant Pau. El 1450 esdevingué arquebisbe d'Urbino, romanent en el càrrec fins al 1452. També va rebre el manament de l'abadia de Farfa, a la qual va renunciar el 1477 a favor del seu nebot Cosma Orsini, així com, el mateix any, va renunciar al manament del monestir benedictí de San Salvatore a Rieti a favor de l'altre nebot Giovanni Battista Orsini. Mentrestant també esdevingué administrador apostòlic de l'arquebisbat de Bari i Canosa, càrrec que va ocupar fins al 1472. Durant les guerres contra els otomans va ser nomenat membre de la comissió de la flota papal (desembre de 1455). Sota el pontificat de Pius II esdevingué llegat papal a latere per rebre el jurament del rei de Nàpols Ferran I, coronat el 4 de febrer de 1459 a Barletta.
El 1463 va ser nomenat arxipreste de Sant Joan del Laterà, càrrec que va ocupar fins a la seva mort.
Després de deixar el títol de cardenal dels sants Joan i Sant Pau, va ser nomenat cardenal bisbe d'Albano del 1465 al 1468 i després cardenal bisbe de Frascati del 1468 al 1477. Del 1468 al 1472 també va ser administrador apostòlic de la diòcesi de Polignano.
Principal exponent de la facció güelf representada tradicionalment a Roma per la seva família, participà activament en els conclaves de 1455 i 1458 per evitar que els vots convergissin sobre el seu oponent Prospero Colonna, contribuint a l'elecció de Calixt III i Pius II.
Durant el conclave de 1471, en no fer confluir la majoria de vots a la seva candidatura, va dirigir els seus consentiments a Francesco Della Rovere que, després de ser elegit, va prendre el nom de Sixt IV, de qui, en reconeixement del seu suport, va rebre, el 1471, el prestigiós nomenament de camarlenc, i el 1472 el d'arquebisbe de Tàrent. Mantenint-se fidel conseller i àrbitre de bona part dels afers curials del pontífex, fins a la seva mort després de gairebé trenta anys com a cardenal a la seva residència de Monte Giordano, on el mateix Sixt IV havia anat amb part del Sagrat Col·legi a visitar-lo. Va ser enterrat a l'església del convent de San Salvatore in Lauro de Roma que havia construït.
Gràcies al matrimoni de la seva neboda Clarice, filla de la seva germana Maddalena, amb Llorenç el Magnífic, aquest va poder obtenir, amb l'inici del pontificat de Sixt IV, l'administració dels delmes papals. I les dues famílies Orsini i Mèdici, van formar una aliança familiar destinada a perdurar els segles següents.
Havent heretat del seu pare els feus de Mentana, Selci i Palombara, en la seva joventut va tenir un fill, Paolo, legitimat a punt de morir, amb el consentiment de Sixt IV, per succeir en el patrimoni del seu pare i al comandament de les milícies papals durant els pontificats de Sixt IV i Innocenci VIII. És el mateix Pagolo estrangulat el gener de 1503 a Città della Pieve en la matança de Senigallia, per ordre de Cèsar Borja, de qui va descendir la branca Orsini di Mentana i Amatrice.